# Typhula
Typhula of Knotsje is een geslacht van schimmels behorend tot de familie Typhulaceae. Het geslacht werd voor het eerst in 1818 beschreven door de mycoloog Christiaan Hendrik Persoon.

## Soorten
Volgens Index Fungorum telt het geslacht 84 soorten (peildatum maart 2023):
| Soortnaam                                  | Auteur(s)                                                     | Publicatiejaar |
| ------------------------------------------ | ------------------------------------------------------------- | -------------- |
| Typhula abietina                           | (Fuckel) Corner                                               | 1950           |
| Typhula anceps (Korrelig knotsje)          | P. Karst.                                                     | 1889           |
| Typhula berthieri                          | Olariaga, Ryman & Salcedo                                     | 2008           |
| Typhula brassicae                          | (Bergius) Vang                                                | 1945           |
| Typhula bresadolae                         | (Sacc. & Dalla Costa) Sacc. & Trotter                         | 1925           |
| Typhula brunneola                          | (Pat.) Courtec.                                               | 2008           |
| Typhula buxi                               | Maire                                                         | 1933           |
| Typhula candida                            | Fr.                                                           | 1861           |
| Typhula capitata (Knopknotsje)             | (Pat.) Berthier                                               | 1974           |
| Typhula caricina                           | P. Karst.                                                     | 1876           |
| Typhula chamaemori                         | L. Holm & K. Holm                                             | 1977           |
| Typhula contorta                           | (Holmsk.) Olariaga                                            | 2013           |
| Typhula corallina                          | Quél.                                                         | 1883           |
| Typhula crassipes (Kortsteelknotsje)       | Fuckel                                                        | 1870           |
| Typhula culmigena (Driehoeksporig knotsje) | (Mont. & Fr.) Berthier                                        | 1976           |
| Typhula elegans                            | (Berk. & M.A. Curtis) Corner                                  | 1950           |
| Typhula erumpens (Gezellig knotsje)        | Corner                                                        | 1970           |
| Typhula erythropus (Roodvoetknotsje)       | (Pers.) Fr.                                                   | 1818           |
| Typhula euphorbiae                         | (Fuckel) Fr.                                                  | 1874           |
| Typhula filicina                           | Peck                                                          | 1875           |
| Typhula filiformis                         | (Bull.) Fr.                                                   | 1838           |
| Typhula fistulosa (Pijpknotszwam)          | (Holmsk.) Olariaga                                            | 2013           |
| Typhula fruticum                           | P. Karst.                                                     | 1889           |
| Typhula graminum                           | P. Karst.                                                     | 1876           |
| Typhula hedericola                         | (Ces.) Corner                                                 | 1950           |
| Typhula himalayana                         | (Corner) Khurana                                              | 1976           |
| Typhula hollandii                          | D.A. Reid                                                     | 1965           |
| Typhula humulina                           | Kusnezowa                                                     | 1953           |
| Typhula ilicis                             | Bertault                                                      | 1976           |
| Typhula incarnata (Roze grasknotsje)       | Lasch                                                         | 1838           |
| Typhula ishikariensis                      | S. Imai                                                       | 1930           |
| Typhula japonica                           | Terui                                                         | 1941           |
| Typhula juncea (Draadknotszwam)            | (Alb. & Schwein.) P. Karst.                                   | 1882           |
| Typhula latissima                          | Remsberg                                                      | 1940           |
| Typhula longispora                         | Corner, K.S. Thind & Dev                                      | 1957           |
| Typhula lutescens (Vergelend knotsje)      | Boud.                                                         | 1900           |
| Typhula luttrellii                         | (G.E. Baker) Berthier                                         | 1980           |
| Typhula maritima                           | Tam. Hoshino, Takehashi & T. Kasuya                           | 2009           |
| Typhula micans (Glinsterknotsje)           | (Pers.) Berthier                                              | 1976           |
| Typhula mycophaga                          | Berthier & Redhead                                            | 1982           |
| Typhula ochraceosclerotiata                | Olariaga & Salcedo                                            | 2009           |
| Typhula olivascens                         | Berthier                                                      | 1974           |
| Typhula ovata (Ovaal knotsje)              | (Pers.) J. Schröt.                                            | 1888           |
| Typhula pachypus                           | Berthier                                                      | 1976           |
| Typhula pallens                            | Maire                                                         | 1928           |
| Typhula patouillardii                      | (Quél.) Corner                                                | 1950           |
| Typhula pertenuis (Moestuinknotsje)        | Remsberg                                                      | 1940           |
| Typhula piceicola                          | Berthier                                                      | 1974           |
| Typhula podocarpi                          | (Crous) Olariaga, Huhtinen, Læssøe, J.H. Petersen & K. Hansen | 2020           |
| Typhula pragensis                          | Pilát                                                         | 1959           |
| Typhula pteridicola                        | Khurana                                                       | 1980           |
| Typhula pulgensis                          | Khurana                                                       | 1980           |
| Typhula pusilla (Dwergknotsje)             | (Pers.) J. Schröt.                                            | 1888           |
| Typhula quercina                           | (Pers.) Potat.                                                | 1960           |
| Typhula quisquiliaris (Varenknotsje)       | (Fr.) Henn.                                                   | 1896           |
| Typhula schoeni                            | Olariaga & Salcedo                                            | 2009           |
| Typhula sclerotiicola                      | (Allesch.) Corner                                             | 1950           |
| Typhula sclerotioides                      | (Pers.) Fr.                                                   | 1838           |
| Typhula setipes (Wit poedersteelknotsje)   | (Grev.) Berthier                                              | 1976           |
| Typhula spathulata                         | (Corner) Berthier                                             | 1976           |
| Typhula sphaeroidea (Rondachtig knotsje)   | Remsberg                                                      | 1940           |
| Typhula stricta                            | Appel                                                         | 1906           |
| Typhula struthiopteridis                   | Corner                                                        | 1970           |
| Typhula subhyalina (Witstelig grasknotsje) | Courtec.                                                      | 1984           |
| Typhula subsclerotioides                   | S. Imai                                                       | 1930           |
| Typhula subulata                           | Remsberg                                                      | 1940           |
| Typhula subvariabilis                      | Berthier                                                      | 1974           |
| Typhula suecica                            | I. Olariaga, G. Corriol, I. Salcedo & K. Hansen               | 2016           |
| Typhula tasmanica                          | Rodway                                                        | 1921           |
| Typhula thaxteri                           | (Burt) Berthier                                               | 1974           |
| Typhula thindii                            | Khurana                                                       | 1980           |
| Typhula tochinaiana                        | (S. Imai) Corner                                              | 1950           |
| Typhula todei                              | Fr.                                                           | 1818           |
| Typhula tremula                            | (Berthier) Olariaga                                           | 2013           |
| Typhula trifolii                           | Rostr.                                                        | 1890           |
| Typhula tucumanensis                       | Speg.                                                         | 1909           |
| Typhula uleana                             | Henn.                                                         | 1897           |
| Typhula umbrina                            | Remsberg                                                      | 1940           |
| Typhula uncialis (Kruidenknotsje)          | (Grev.) Berthier                                              | 1976           |
| Typhula variabilis (Variabel knotsje)      | Riess                                                         | 1850           |
| Typhula vermiculata                        | I. Hino & Katum.                                              | 1957           |
| Typhula viburni                            | Remsberg                                                      | 1940           |
| Typhula virgata                            | Remsberg                                                      | 1940           |
| Typhula viticola                           | (Peck) Berthier                                               | 1976           |